# Chesias margaritata
Chesias margaritata är en fjärilsart som beskrevs av Barend J. Lempke 1950. Chesias margaritata ingår i släktet Chesias och familjen mätare. Inga underarter finns listade i Catalogue of Life.